# Gefrorener

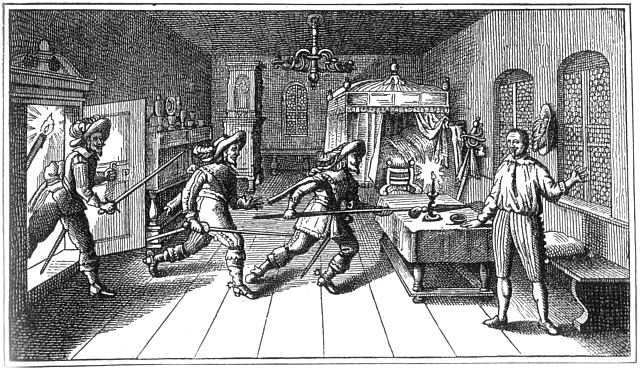
Asesinato de Alberto de Wallenstein, al que supuestamente se le mató con una lanza mojada en agua bendita.

Gefrorener ("congelado") es un concepto mágico o talismánico en el folclore alemán del Renacimiento, según el cual una persona podía volverse invulnerable a las armas comunes merced a un pacto con el diablo. Fue especialmente popular en la Guerra de los Treinta Años, en la que numerosas figuras militares y políticas de éxito fueron blanco de sospechas populares de ser gefroreners, como Alberto de Wallenstein, Johann Tserclaes, Ernesto de Mansfeld, Gottfried von Pappenheim, el rey Gustavo II Adolfo de Suecia y el Papa Alejandro VII.
En la mayoría de versiones, el gefrorener era inmune a toda clase de armas blancas y de fuego, y la única forma de dañarle era con un contrahechizo o empleando ciertos objetos, como bolas de cristal, garrotes de madera y armas consagradas con agua bendita. En ocasiones se decía que la protección terminaba después de un tiempo o cuando el diablo lo decidía, a veces con consecuencias fatales para el protegido.